# Balakros (Sohn des Amyntas)
Balakros (altgriechisch Βάλακρος), Sohn des Amyntas, war ein makedonischer Infanterieoffizier Alexanders des Großen im 4. vorchristlichen Jahrhundert.
Während des Asienfeldzugs wurde Balakros im Jahr 333 v. Chr. in Kelainai zum strategos der griechischen Bundestruppen (Korinthischer Bund) ernannt, als Nachfolger des zum Statthalter ernannten Antigonos Monophthalmos. Diese Truppe führte er in der Schlacht bei Issos 333 v. Chr. und bei den Belagerungen von Tyros und Gaza 332 v. Chr. an. Im Frühjahr 331 v. Chr. wurde Balakros zusammen mit Peukestas als strategos der Besatzungstruppen in Ägypten zurückgelassen, von da an wird er nicht weiter erwähnt.